# Sergio Parisse
Sergio Matteo Parisse (* 12. září 1983 La Plata) je italský ragbista argentinského původu. Hrál na pozici vazače nebo rváčka. Je považován za jednoho z nejlepších ragbistů historie. V roce 2024 byl jako první Ital jmenován do Světové ragbyové síně slávy.
Začínal s ragby v týmu Club Universitario de La Plata, od roku 2003 hrál v Trevisu za místní Benetton Rugby, s nímž získal dva tituly mistra Itálie (2003, 2004). V letech 2005 až 2019 hrál za pařížský Stade Français, vyhrál s ním Top 14 v letech 2007 a 2015. V roce 2019 přestoupil do RC Toulonnais. V roce 2023 tam ukončil hráčskou kariéru a stal se součástí trenérského týmu toho RC Toulonnais.
V italské ragbyové reprezentaci debutoval v roce 2002. Odehrál za ni 141 mezistátních utkání a zaznamenal v nich 83 bodů. Od roku 2008 byl kapitánem národního týmu. Startoval na pěti světových šampionátech. Jako první Ital byl nominován v letech 2008 a 2013 na cenu pro nejlepšího světového ragbistu roku.
Pózoval pro kalendář Dieux du Stade a účinkoval v italském dabingu kresleného filmu Raubíř Ralf. V letech 2010 až 2013 byl ženatý s Alexandrou Rosenfeldovou, držitelkou titulu Miss Europe. Mají dceru Avu.